# Yonese Hanine
Yonese Hanine (Castiglione delle Stiviere) é um futebolista italiano descendente de marroquinos, que atualmente defende o Ascoli.

## Carreira

### Chievo
Em julho de 2010, chegou a equipe principal do Chievo e foi emprestado ao Crotone. Em julho de 2011, foi contratado por empréstimo para o Barletta.

### Ascoli
Em 28 de junho de 2012, Hanine foi para o Ascoli em copropriedade com o Chievo, enquanto Lorenzo Marchionni fazia o contrário.